# アエロフロート9981便墜落事故
アエロフロート9981便墜落事故（アエロフロート9981びんついらくじこ、英: Aeroflot Flight 9981）とは、1996年10月8日に発生した航空事故である。

## 事故機
事故機はアントノフ社によって製造された機体であるAn-124-100型が使用されていた。
また、事故機には4名の乗務員がおり、19名の乗客が搭乗していた。

## 事故の経緯
9981便は午前10:25分頃、ブルネイにあるフェラーリ車を回収するため、ロシアからイタリアのトリノ空港に空輸されていた。[1]
しかし、気象状況の悪化、又、機長が副機長の助言を無視し、強引にゴーアラウンドを決行した。
しかしゴーアラウンドをしている最中、パイロットがアントノフ特有の操作に慣れないまま、失速。その勢いで民家に墜落した。

## 事故の原因
事故の原因として、
- ゴーアラウンドした時の最大高度が3フィート（約90センチメートル）しか無かったこと
- 機長のAn-124の操縦経験が431時間しか無かったこと
- 副操縦士の勤務時間の指定よりも遅い時間に操縦をしていたこと

などが原因視されている。